# Evocat
Evocat o evocats (en llatí plural evocati) va ser el nom dels soldats romans de la legió que una vegada acabat el temps del seu servei i obtenien la llicència definitiva, s'allistaven voluntàriament altre cop, convidats per un cònsol romà o un altre comandant.
Sempre hi havia un nombre considerable d'evocats en tots els exèrcits d'importància i si un general era molt apreciat entre els soldats, el nombre de veterans que s'unien al seu estendard augmentava considerablement. Els evocats estaven alliberats, com els vexillarii, de les tasques militars comunes: fortificar el campament, fer carreteres, etc. i tenien un rang més alt a l'exèrcit que els legionaris comuns. De vegades s'equiparaven amb els equites, i de vegades se'ls classificava amb els centurions. Sembla que amb freqüència eren ascendits al rang de centurions. Així, Pompeu el gran va convèncer a molts dels veterans, que havien servit amb ell en anys anteriors, a unir-se al seu estendard quan es va iniciar la guerra civil, amb la promesa de recompenses i el comandament de centúries. Tots els evocats no van poder ocupar aquest càrrec, ja que se sap que almenys va reclutar 2.000 veterans, i els va situar en determinades cohorts de l'exèrcit. Ciceró parla d'un Praefectus evocatorum.
També es va donar el nom d'Evocats (Evocati) a un selecte grup de joves de rang eqüestre nomenats per Domicià com a guardians de la seva cambra de descans i el nom potser es va conservar sota alguns dels seus successors per esdevenir els Evocati Augusti.